# Jean Guimier
Pour les articles homonymes, voir Guimier.
Jean Guimier, né le 23 janvier 1913 à Mayet (Sarthe) et mort le 14 août 1975 à Saint-Christol-lès-Alès (Gard), est un professeur d'éducation physique et sportive, membre du Parti communiste français et de la Fédération sportive et gymnique du travail, qui participa au développement de l'éducation du sport en France.

## Biographie

### Origines et études
Jean Guimier est le fils d'un forgeron et d'une femme de ménage. Remarqué par son instituteur, il intègre l'École normale d’instituteurs du Mans puis, en 1933, la première promotion de l'École normale d’éducation physique, devenant l'un des premiers professeurs d'EPS de France. Il est également un brillant sportif. En 1936, il est nommé professeur d'éducation physique à l'École normale d’instituteurs d'Arras.

### Entre-deux-guerres et Seconde Guerre mondiale
En 1933, il adhère au Parti communiste français (PCF). Militant antifasciste, il proteste contre l'organisation des Jeux olympiques d'été de 1936 à Berlin (Troisième Reich) et aide à l'organisation des Olympiades populaires de Barcelone avec Auguste Delaune, secrétaire général de la Fédération sportive et gymnique du travail (FSGT). Le programme de la FSGT, qu'il a co-rédigé, est repris par le PCF lors de la campagne pour les élections législatives de 1936. Après la victoire du Front populaire, un projet de loi débloque 1 milliard de francs pour financer les réalisations jugées nécessaires et le sous-secrétaire d'État aux Sports Léo Lagrange prend plusieurs mesures novatrices (création du brevet sportif populaire et développement de la formation des enseignants et des cadres sportifs). Comme membre de la FSGT, il prône la nécessité de créer des liens entre les professeurs et le mouvement sportif ouvrier.
Soldat au début de la Seconde Guerre mondiale, il est fait prisonnier en 1940. Incarcéré dans un stalag en Silésie, il organise des activités sportives pour les autres prisonniers. Il est rapatrié en France l'année suivante et hospitalisé à l'hôpital d'instruction des armées du Val-de-Grâce. Il reprend ensuite son métier de professeur de sport et participe à la Résistance autour d'Arras, dans le réseau « Sport libre », puis à la Libération de Paris. Il prend part aux travaux du Conseil national de la Résistance.

### Ministère des Sports et enseignement
Devenu membre d'un Conseil supérieur d'enquêtes, chargé d'étudier le rôle des enseignants de sport durant le régime de Vichy, il est aussi conseiller technique au secrétariat d'État à la Jeunesse et aux Sports de 1945 à 1947. Le ministre de l'Éducation nationale René Capitant lui confie notamment la réorganisation des Centres régionaux d'éducation physique et sportive (CREPS). En 1946, il rédige la note « La croisade pour le sport » et participe à l'organisation du Congrès national du sport et du plein air qui a lieu au palais de Chaillot, résultat des états généraux pour le sport menés dans chaque département ; le ministre de l'Éducation nationale Marcel-Edmond Naegelen prend part à la clôture du congrès à la Sorbonne. Les structures ministérielles évoluent, tout comme la formation des cadres du mouvement sportif, alors que les équipements, le sport féminin et les centres médico-sportifs se développent.
Jusqu'en 1948, Jean Guimier est inspecteur de la jeunesse et des sports dans les CREPS, faisant également le lien entre le secrétariat d'État à la Jeunesse et aux Sports et la FSGT ; il finit néanmoins par démissionner, estimant que ses moyens sont insuffisants. En 1950, il est renvoyé de sa fonction de chef de service aux Écoles et Centres, est muté au service des sports de la Seine-et-Oise puis redevient professeur de sport à Paris, notamment au lycée Turgot, où il développa les équipements en la matière. Il prend sa retraite d'enseignant en 1973.

### Syndicalisme enseignant
En 1945, il crée et devient le secrétaire général du Syndicat des inspecteurs de la jeunesse et des sports, proche de la CGT. En 1950, il adhère au Syndicat national des professeurs d'éducation physique (SNPEP), pour lequel il est délégué aux congrès à partir de 1952, lors desquels il conduit plusieurs années de suite des listes qui finissent minoritaires. Prônant l'union entre les politiques liées à la jeunesse, la défense corporative, l'éducation physique et nationale, il insiste sur l'importance de la présence d'équipements sportifs dans les établissements scolaires. En 1958, il s'oppose ainsi à la création du Haut-commissariat à la jeunesse et aux sports, jugeant qu'il nuirait aux prérogatives du ministère de l'Éducation nationale. Après 1965, il ne conduit plus de liste mais continue de faire partie de celles de la tendance qu'il portait depuis des années, et qui devient finalement majoritaire en 1969.

### Autres responsabilités associatives et engagement politique
Membre de la commission exécutive de la FSGT de 1944 à 1953, de son bureau fédéral de 1946 à 1949 puis de son conseil national après 1965, il intervient à ce titre dans de nombreux stages de formation et dans la presse, rédigeant régulièrement des articles.
Au sein du PCF, où il n'occupa pas de poste à responsabilité mais, convaincu que le communisme permettrait de développer la pratique sportive à toute la population, il participe à la prise en compte de ce sujet par la direction du parti, obtenant notamment en 1958 la réactivation d'une cellule dédiée, après s'être plaint à Jacques Duclos du manque de considération dont souffrait le sport. Il participe à des réunions entre des membres de la FSGT et des responsables du parti, accompagne les sportifs des « démocraties populaires » en séjour en France, coordonne les relations avec la Fédération de l'Éducation nationale (FEN) et co-rédige la partie consacrée au sport du Programme commun de 1972.
Après guerre, Jean Guimier avait réactivé la proposition faite dans le programme de la FSGT en 1936 de créer un office municipal des sports dans chaque ville, afin de démocratiser l'accès au sport et de clarifier son organisation au niveau local. Organisateur de l'Office municipal des sports de Saint-Ouen, il devient en 1962 membre du conseil d'administration de la Fédération nationale des offices municipaux des sports (FNOMS), secrétaire général adjoint en 1970, avant d'occuper le poste de secrétaire général de 1971 à 1974. En 1970, il organise et inaugure les Assises nationales de l’Éducation physique et sportive, du sport et des activités de plein air, qui réunissent 600 délégués à Paris. Il y demande notamment le doublement du budget de l'État en matière de sport.

### Vie privée et mort
Marié en 1945, il a trois enfants. Il meurt en 1975 et L'Humanité lui consacre un article.
Ses archives sont conservées aux Archives départementales de la Seine-Saint-Denis, avec celles du PCF,.

## Hommages

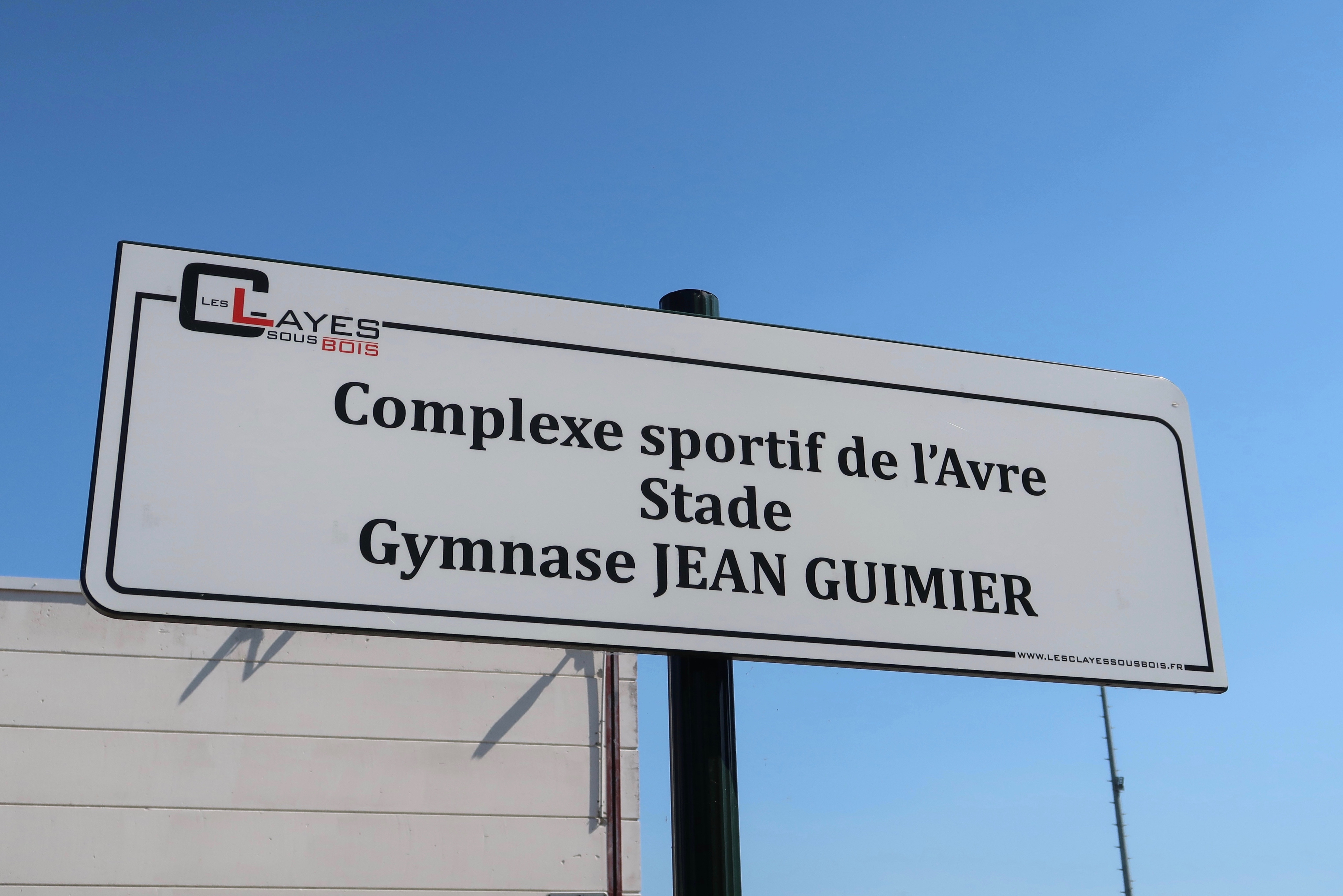
Plaque du gymnase Jean-Guimier aux Clayes-sous-Bois (Yvelines).

De nombreux équipements sportifs portent son nom, comme des gymnases à Argenteuil (Val-d'Oise), aux Clayes-sous-Bois (Yvelines), à Gennevilliers (Hauts-de-Seine), à Houilles, des complexes sportifs à Champigny-sur-Marne (Val-de-Marne), à Romainville (Seine-Saint-Denis), à Trappes (Yvelines) et au Tremblay-en-France (Seine-Saint-Denis) ou encore des stades à Nanterre (Hauts-de-Seine) et à Sevran (Seine-Saint-Denis).